# Obszar Chronionego Krajobrazu Meandry rzeki Odry
Obszar Chronionego Krajobrazu Meandry rzeki Odry – obszar chronionego krajobrazu w województwie śląskim, na terenie gminy Krzyżanowice w powiecie raciborskim. Został ustanowiony rozporządzeniem Nr 78/04 Wojewody Śląskiego z dnia 29 października 2004 roku i zajmuje powierzchnię 162 ha. Celem powołania obszaru jest ochrona krajobrazu i ekosystemów naturalnie meandrującego odcinka rzeki Odry.

## Charakterystyka
Obszar Chronionego Krajobrazu Meandry rzeki Odry przylega do granicy polsko-czeskiej i rozciąga się od okolic byłego przejścia granicznego Chałupki-Bogumin aż do ujścia Olzy do Odry, obejmując meandrujący odcinek Odry o długości około 7 km. Obszar leży w obrębie szerokiego międzywala i oprócz szerokiego koryta rzecznego występują tu liczne starorzecza i koryta drugorzędne. Jest regularnie zalewany, a jego wykorzystanie gospodarcze jest niewielkie. Zmienność przepływu rzeki oraz procesy erozji i sedymentacji prowadzą do zmian przebiegu rzeki; z ostatnich należy wymienić przerwanie meandru Sunychl w 1966 i meandru Bohumin/Chałupki w 1997 roku.

## Granice i podział
Granice obszaru w znacznym stopniu pokrywają się ze specjalnym obszarem ochrony siedlisk sieci Natura 2000 „Graniczny Meander Odry” PLH240013.
Obszar podzielono na trzy strefy ochrony czynnej, różniące się zakresem ochrony i rodzajami zabiegów ochrony czynnej.

## Flora i fauna
Występują tu zróżnicowane zespoły roślinne, począwszy od zarośli nadrzecznych, łęgów wierzbowo-topolowych, jesionowo-wiązowych i jesionowo-olszowych, aż po różne siedliska łąkowe, użytkowanych jako pastwiska i łąki kośne. Bogata mozaika siedlisk przyrodniczych (m.in. plosa, starorzecza, wyspy, urwiste skarpy brzegowe, namuliska) stanowi ostoję dla wielu rzadkich i zagrożonych wyginięciem gatunków roślin i zwierząt.
W okolicach pierwszego meandra stwierdzono występowanie 126 gatunków roślin wyższych.
Z ciekawszych gatunków zwierząt występują tu motyle: modraszek bagniczek, czerwończyk nieparek, chrząszcze: pachnica dębowa i zgniotek cynobrowy, ryby: różanka i piskorz, płaz kumak górski, ptaki: zimorodek zwyczajny, jaskółka brzegówka, brodziec piskliwy, sieweczka rzeczna, nurogęś, ssaki: bóbr europejski i wydra europejska.